# Leptoderris hypargyrea
Leptoderris hypargyrea là một loài thực vật có hoa trong họ Đậu. Loài này được (Harms) Dunn miêu tả khoa học đầu tiên.